# Srpska demokratska stranka (Hrvatska)
Srpska demokratska stranka (SDS, srp. Српска демократска странка), bivša nacionalistička separatistička politička stranka hrvatskih Srba koja je 1990-ih djelovala na hrvatskom ozemlju.
Osnovao ju je psihijatar Jovan Rašković 17. veljače 1990. u tadašnjoj SR Hrvatskoj nedugo nakon ustavnih amandmana koji su dozvolili višestranački sustav, odnosno prije prvih višestranačkih izbora. SDS sa sjedištem u Kninu upisan je 6. ožujka 1990. u registar društvenih organizacija SR Hrvatske. Osim Raškovića kao predsjednika, potpredsjednici su bili odvjetnik Vlado Ivković iz Zagreba, Momčilo Kosović iz Beograda, stomatolog Milan Babić iz Knina i novinar Branko Marjanović iz Zadra. Na javnoj tribini održanoj u Zagrebu 8. ožujka 1990. Rašković je izjavio da su demokratizacija i višestranački sustav glavni preduvjet zaštite interesa Srba u Hrvatskoj. Rašković je smatrao da se SKH-SDP posve priklonio kroatocentričnom etnomonizmu, koji su zagovarale i nove hrvatske nekomunističke stranke. I dok je tražio sužavanje autonomije Kosova, opet je ponovio da se u postojećim federalnim jedinicama trebaju osnovati nove autonomne jedinice, ako to "stanovništvo na teritorijama sa posebnim etničkim sastavom i kulturno historijskim identitetom referendumom odluči".
Neposredno nakon formiranja SDS-a, njegovi su ogranci osnivani ponajprije na području sjeverne Dalmacije i Like. U Srbu je mjesni odbor osnovan 26. veljače 1990., SDS je osnovan u Gračacu 10. ožujka, a u Glini 24. ožujka. U doba prvih višestranačkih izbora u Hrvatskoj, SDS je, prema Raškovićevoj izjavi, imao oko 20 000 članova. Nakon izbora nastavljeno je osnivanje novih ogranaka. Osnivačka skupština u Vrginmostu održana je 18. svibnja, u Zadru 20. svibnja, u Gospiću 26. svibnja, u Vukovaru 10. lipnja, u Pakracu 16. lipnja, u Petrinji 23. lipnja, u Ličkom Osiku 30. lipnja, u Rijeci i Bijelom Brdu pokraj Osijeka 8. srpnja, u Otočcu 12. srpnja, u Okučanima 27. srpnja, u Borovu 19. kolovoza, u Osijeku 30. rujna te u Novoj Gradiški 15. listopada 1990. godine.
SDS je na izborima osvojio tek nekoliko mandata, s obzirom na to da je većinu srpskih glasova i zastupnika uzeo Račanov Savez komunista Hrvatske, reformiran u Stranku demokratskih promjena.
Franjo Tuđman, čiji je HDZ pobijedio na izborima, nastojao je sklopiti sporazum sa SDS-om, ali je duboko neslaganje SDS-a sa željom za osamostaljenjem Hrvatske te njegovo nastojanje za statusom Srba kao političkog naroda u Hrvatskoj dovelo do spora, a na terenu i do napetosti koje su eskalirale s tzv. Balvan revolucijom.
U međuvremenu je u susjednoj Bosni i Hercegovini formirana sestrinska Srpska demokratska stranka.
Nakon što je počela otvorena pobuna i dogodio se prvi oružani incident, na Uskrs 1991. na Plitvičkim jezerima, vodstvo SDS-a od Raškovića preuzela je ekstremna frakcija na čelu s Milanom Babićem, koja se je zalagala za kidanje svih veza s Hrvatskom, odnosno stvaranje paradržave Republike Srpske Krajine, koja će ostati u krnjoj Jugoslaviji, odnosno ujediniti se sa Srbijom.
Milan Đukić, jedan od čelnika SDS-a iz Donjeg Lapca, protjeran je nakon što se suprotstavio takvoj politici. Na područjima pod hrvatskim nadzorom početkom 1991. organizirao je Srpsku narodnu stranku.
Kada je završetkom Domovinskog rata prestala postojati tzv. Republika Srpska Krajina, s njom je prestao postojati i SDS. Dio kadra koji se opredijelio za nastavak života u Hrvatskoj danas djeluje u Samostalnoj demokratskoj srpskoj stranci.

## Registracija za područje teritorija SFRJ
Srpska demokratska stranka sa sjedištem u Kninu registirala se i za područje teritorija Socijalističke Federativne Republike Jugoslavije. Upisala se u Registar udruženja, društvenih organizacija i političkih organizacija što se osnivaju za teritorij SFRJ dana 28. prosinca 1990. U slučaju upisa političkih organizacija za upis u savezni  "Registar organizacija" bilo je potrebno 100 članova – osnivača.

## Prestanak djelovanja
| »                              | – Pred Ustavnim sudom Republike Hrvatske pokrenut je 1992. godine, u povodu zahtjeva Javnog tužilaštva, i postupak za donošenje odluke o zabrani rada Srpske demokratske stranke - SDS (predmet, broj: U-VI-295/1992). Prije donošenja odluke Ustavnog suda, međutim, Ministarstvo uprave svojim je rješenjem od 27. veljače 1995. godine, klasa: UP/I006-01/95-01/21, urbroj: 515-02-02/3-95-2, utvrdilo prestanak djelovanja Srpske demokratske stranke s danom 18. veljače 1992. godine i brisalo je iz Registra političkih stranaka Republike Hrvatske pod reg. brojem 21. Knjiga I. Nakon toga prestala je nadležnost Ustavnog suda da odluči o zahtjevu za zabranu rada SDS. | « |
| Ustavni sud Republike Hrvatske | |   |

Ministarstvo uprave Republike Hrvatske utvrdilo je rješenjem (klasa: UP/I-006-01/95-01/21, urbroj: 515-02-02/3-95-2) od 27. veljače 1995. prestanak djelovanja Srpske demokratske stranke s danom 18. veljače 1992. godine i brisalo ju iz Registra političkih stranaka Republike Hrvatske pod reg. brojem 21., Knjiga I.
Stranka je nakon vojno-redarstvene operacije Oluje premjestila sjedište u Beograd gdje joj je zastupnikom (ovlaštena osoba) bio Dušan Vještica. Brisana je iz srbijanskoga registra rješenjem Ministarstva za državnu upravu i lokalnu samoupravu Republike Srbije br. 130-00-00-00181/2010-08 od 20. travnja 2010. godine, a temeljem čl. 45. st 3. Zakona o političkim strankama („Službeni glasnik Republike Srbije“, broj 36/2009.). Po Zakonu iz 2009. da bi stranka mogla proći kroz registracijski postupak bilo je potrebno 10 000 ovjerenih potpisa birača, dok je u vrijeme osnivanja bilo potrebno 100 članova – osnivača.

## Adrese sjedišta
Adrese sjedišta u Kninu:
- Jove Miodragovića 22[1]

Adrese sjedišta u Beogradu:
- Šafárikova 5[7]
- Požeška 83a/IV